# Elecciones generales de San Martín de 2007
Elecciones generales tuvieron lugar en Sint Maarten en 2007. El resultado fue una victoria para el Partido Democrático, el cual obtuvo seis de los once escaños en el Consejo de la Isla.

## Resultados
| Partido                             | Votos  | %     | Escaños | +/– |
| ----------------------------------- | ------ | ----- | ------- | --- |
| Partido Democrático                 | 4,152  | 39.18 | 6       | 0   |
| Alianza Nacional                    | 4,338  | 40.93 | 5       | +1  |
| Alianza Progresiva Popular          | 1,738  | 16.40 | 0       | –   |
| Partido Popular Alternativa Seria   | 257    | 2.42  | 0       | 0   |
| PPLP                                | 75     | 0.71  | 0       | 0   |
| Partido de la Libertad              | 38     | 0.36  | 0       | 0   |
| Votos en blanco/nulos               |        | –     | –       | –   |
| Total                               | 10,598 | 100   | 11      | 0   |
| Electores registrados/participación | 18,035 |       | –       | –   |
| Fuente: Election Passport           |        |       |         |     |